# پنالابودا
پنالابودا (به لاتین: Penalaboda) یک منطقهٔ مسکونی در سری‌لانکا است که در استان مرکزی (سری‌لانکا) واقع شده‌است.